# Ludwig Rudolf (Braunschweig-Wolfenbüttel)

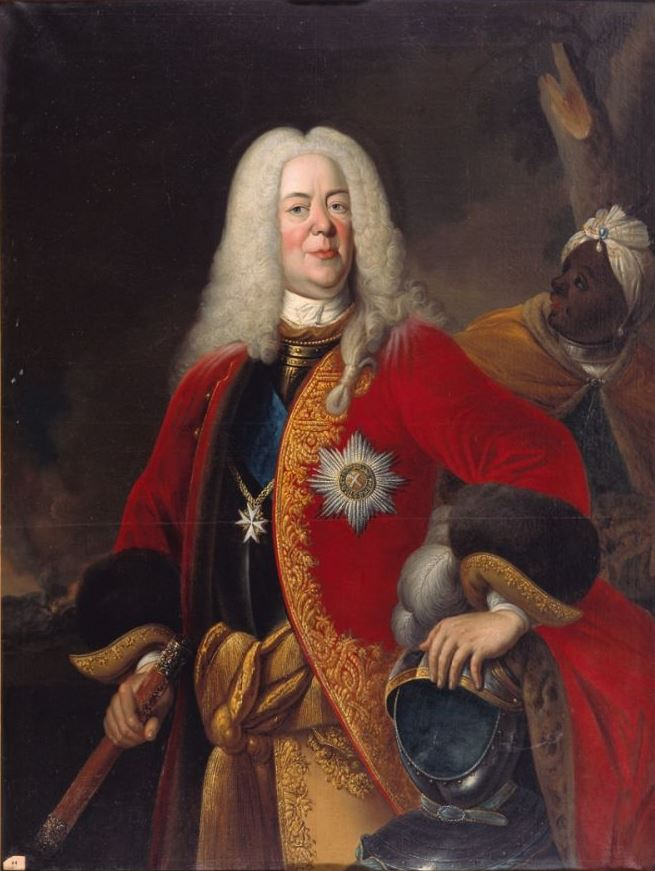
Herzog Ludwig Rudolf von Braunschweig-Wolfenbüttel (Bildnis von Johann Conrad Eichler)

Herzog Ludwig Rudolf von Braunschweig-Wolfenbüttel

Herzog Ludwig Rudolf von Braunschweig-Wolfenbüttel

Grabmal Herzog Ludwig Rudolf im Dom zu Braunschweig

Ludwig Rudolf von Braunschweig-Wolfenbüttel (* 22. Juli 1671 in Wolfenbüttel; † 1. März 1735 in Braunschweig) war Herzog zu Braunschweig und Lüneburg aus dem Haus der Welfen und von 1731 bis 1735 regierender Fürst von Braunschweig-Wolfenbüttel. Außerdem wurde er 1707 erster Fürst von Blankenburg, das bis dahin eine Grafschaft war.

## Leben
Ludwig Rudolf war der jüngste Sohn von Herzog Anton Ulrich und Prinzessin Elisabeth Juliane, Tochter von Friedrich von Schleswig-Holstein-Norburg. Da auch er automatisch als Jüngster von der Thronfolge ausgeschlossen wurde, begann Ludwig Rudolf sein Interesse für wissenschaftliche Studien weiter zu verfolgen. Neben den Wissenschaften galt sein weiteres Interesse der Kriegsführung. Schon mit 19 Jahren wurde er als Generalmajor in die militärischen Dienste von Kaiser Leopold I. gerufen. Er wurde am 1. Juli 1690 in der Schlacht bei Fleurus (Fleury) von den Truppen König Ludwigs XIV. geschlagen und geriet in französische Gefangenschaft. Er wurde noch im selben Jahr wieder freigelassen. 
Durch einen Familienvertrag wurde ihm durch die Herzöge Anton Ulrich und Rudolf August mit Zustimmung seines Bruders Herzog August Wilhelm die Regierung der Grafschaft Blankenburg am Harz zugesichert, obwohl sich seit Heinrich II. (dem Jüngeren), Fürst von Braunschweig-Wolfenbüttel, alle Herzöge zur Unteilbarkeit ihrer Lande verpflichtet hatten.
Im Jahre 1707 wurde die Grafschaft Blankenburg zu einem Fürstentum erhoben. Allerdings bestand die Einschränkung, dass die Stimme im Reichsfürstenrat des Heiligen Römischen Reiches keineswegs erblich und nur vom Kurfürsten von Braunschweig-Lüneburg (Grubenhagensche Stimme) geliehen war. Ludwig Rudolf, nun der Fürst von Blankenburg, war somit nur ein souveräner Herrscher in Abhängigkeit von Kurhannover.
Nach seiner Militärkarriere unterhielt er in Blankenburg einen kostspieligen und glänzenden Hof. Gemeinsam mit seiner Ehefrau Christine Luise förderte er die deutsche Theaterreform und wurde der große Mäzen der Friederike Caroline Neuber (Neuberin). Von seinem chronischen Geldmangel zeugt der Prozess der 4 Oberfaktoren.
Als sein kinderloser Bruder August Wilhelm im März 1731 starb, übernahm Ludwig Rudolf die Regierung des Fürstentums Braunschweig-Wolfenbüttel und Blankenburg. Er stellte fest, dass sein Bruder ihm ein verschuldetes und sehr korruptes Land hinterlassen hatte, entließ die verantwortlichen Minister seines Vorgängers und konzentrierte sich auf die Sanierung des Staatshaushaltes. Durch seine umsichtige Politik, die weitestgehend aus einer sparsamen Hofhaltung bestand, füllte sich die Staatskasse langsam wieder. Ludwig Rudolf starb am 1. März 1735.

## Familie
Aus seiner Ehe mit Christine Luise von Oettingen-Oettingen, die am 22. April 1690 geschlossen wurde, gingen vier Töchter hervor. Da er keinen männlichen Erben besaß, fiel das Fürstentum Braunschweig-Wolfenbüttel nach dem Tod Ludwig Rudolfs an seinen Vetter Ferdinand Albrecht II. aus der Nebenlinie Braunschweig-Wolfenbüttel-Bevern.
Seine dynastische Heiratspolitik betrieb der Vater Anton Ulrich mit der Vermählung der Töchter Ludwig Rudolfs. Elisabeth Christine (1691–1750) heiratete 1708 König Karl III. von Spanien, den späteren Kaiser Karl VI., und war die Mutter Kaiserin Maria Theresias.
Charlotte Christine (1694–1715) war die Gemahlin des Zarewitsch Alexei von Russland, Sohn von Zar Peter dem Großen. Allerdings starb Alexei bereits 1718 noch vor seinem Vater.
Antoinette Amalie (1696–1762) heiratete Herzog Ferdinand Albrecht II., der Braunschweig-Wolfenbüttel als Schwiegersohn und als nächster männlicher Verwandter übernehmen sollte. Letztere hatten zahlreiche Kinder, darunter die Töchter Elisabeth Christine und Juliane Marie, die durch Heirat Königinnen von Preußen und Schweden wurden.

## Ahnentafel
| Ahnentafel Ludwig Rudolf von Braunschweig-Wolfenbüttel  | Ahnentafel Ludwig Rudolf von Braunschweig-Wolfenbüttel                                                                                    | Ahnentafel Ludwig Rudolf von Braunschweig-Wolfenbüttel                                                                                    | Ahnentafel Ludwig Rudolf von Braunschweig-Wolfenbüttel                                                                                    | Ahnentafel Ludwig Rudolf von Braunschweig-Wolfenbüttel                                                                                    | Ahnentafel Ludwig Rudolf von Braunschweig-Wolfenbüttel                                                                                    | Ahnentafel Ludwig Rudolf von Braunschweig-Wolfenbüttel                                                                                    | Ahnentafel Ludwig Rudolf von Braunschweig-Wolfenbüttel                                                                                    | Ahnentafel Ludwig Rudolf von Braunschweig-Wolfenbüttel                                                                                    |
| ------------------------------------------------------- | --- | --- | --- | --- | --- | --- | --- | --- |
| Ururgroßeltern                                          | Herzog Ernst I. (Braunschweig-Lüneburg) (1497–1546) ⚭ 1528 Sophie von Mecklenburg-Schwerin (1508–1541)                                    | Herzog Franz I. (Sachsen-Lauenburg) (1510–1581) ⚭ 1540 Sibylle von Sachsen (1515–1592)                                                    | Fürst Joachim Ernst (Anhalt) (1536–1586) ⚭ 1571 Eleonore von Württemberg (1552–1618)                                                      | Fürst Heinrich Julius (Braunschweig-Wolfenbüttel) (1564–1613) ⚭ 1585 Dorothea von Sachsen (1563–1587)                                     | König Christian III. (Dänemark und Norwegen) (1503–1559) ⚭ 1525 Dorothea von Sachsen-Lauenburg (1511–1571)                                | Fürst Ernst III. (Braunschweig-Grubenhagen) (1518–1567) ⚭ 1547 Margarethe von Pommern-Wolgast (1518–1569)                                 | Fürst Joachim Ernst (Anhalt) (1536–1586) ⚭ 1571 Eleonore von Württemberg (1552–1618)                                                      | Fürst Heinrich Julius (Braunschweig-Wolfenbüttel) (1564–1613) ⚭ 1585 Dorothea von Sachsen (1563–1587)                                     |
| Urgroßeltern                                            | Herzog Heinrich (Braunschweig-Dannenberg) (1533–1598) ⚭ 1569 Ursula von Sachsen-Lauenburg (1552/53–1620)                                  | Herzog Heinrich (Braunschweig-Dannenberg) (1533–1598) ⚭ 1569 Ursula von Sachsen-Lauenburg (1552/53–1620)                                  | Fürst Rudolf (Anhalt-Zerbst) (1576–1621) ⚭ 1605 Dorothea Hedwig von Braunschweig-Wolfenbüttel (1587–1609)                                 | Fürst Rudolf (Anhalt-Zerbst) (1576–1621) ⚭ 1605 Dorothea Hedwig von Braunschweig-Wolfenbüttel (1587–1609)                                 | Herzog Johann (Schleswig-Holstein-Sonderburg) (1545–1622) ⚭ 1568 Elisabeth von Braunschweig-Grubenhagen (1550–1586)                       | Herzog Johann (Schleswig-Holstein-Sonderburg) (1545–1622) ⚭ 1568 Elisabeth von Braunschweig-Grubenhagen (1550–1586)                       | Fürst Rudolf (Anhalt-Zerbst) (1576–1621) ⚭ 1605 Dorothea Hedwig von Braunschweig-Wolfenbüttel (1587–1609)                                 | Fürst Rudolf (Anhalt-Zerbst) (1576–1621) ⚭ 1605 Dorothea Hedwig von Braunschweig-Wolfenbüttel (1587–1609)                                 |
| Großeltern                                              | Fürst August II. (Braunschweig-Wolfenbüttel) (1579–1666) ⚭ 1623 Dorothea von Anhalt-Zerbst (1607–1634)                                    | Fürst August II. (Braunschweig-Wolfenbüttel) (1579–1666) ⚭ 1623 Dorothea von Anhalt-Zerbst (1607–1634)                                    | Fürst August II. (Braunschweig-Wolfenbüttel) (1579–1666) ⚭ 1623 Dorothea von Anhalt-Zerbst (1607–1634)                                    | Fürst August II. (Braunschweig-Wolfenbüttel) (1579–1666) ⚭ 1623 Dorothea von Anhalt-Zerbst (1607–1634)                                    | Herzog Friedrich von Schleswig-Holstein-Sonderburg-Norburg (1581–1658) ⚭ 1632 Eleonore von Anhalt-Zerbst (1608–1681)                      | Herzog Friedrich von Schleswig-Holstein-Sonderburg-Norburg (1581–1658) ⚭ 1632 Eleonore von Anhalt-Zerbst (1608–1681)                      | Herzog Friedrich von Schleswig-Holstein-Sonderburg-Norburg (1581–1658) ⚭ 1632 Eleonore von Anhalt-Zerbst (1608–1681)                      | Herzog Friedrich von Schleswig-Holstein-Sonderburg-Norburg (1581–1658) ⚭ 1632 Eleonore von Anhalt-Zerbst (1608–1681)                      |
| Eltern                                                  | Fürst Anton Ulrich (Braunschweig-Wolfenbüttel) (1633–1714) ⚭ 1656 Elisabeth Juliane von Schleswig-Holstein-Sonderburg-Norburg (1634–1704) | Fürst Anton Ulrich (Braunschweig-Wolfenbüttel) (1633–1714) ⚭ 1656 Elisabeth Juliane von Schleswig-Holstein-Sonderburg-Norburg (1634–1704) | Fürst Anton Ulrich (Braunschweig-Wolfenbüttel) (1633–1714) ⚭ 1656 Elisabeth Juliane von Schleswig-Holstein-Sonderburg-Norburg (1634–1704) | Fürst Anton Ulrich (Braunschweig-Wolfenbüttel) (1633–1714) ⚭ 1656 Elisabeth Juliane von Schleswig-Holstein-Sonderburg-Norburg (1634–1704) | Fürst Anton Ulrich (Braunschweig-Wolfenbüttel) (1633–1714) ⚭ 1656 Elisabeth Juliane von Schleswig-Holstein-Sonderburg-Norburg (1634–1704) | Fürst Anton Ulrich (Braunschweig-Wolfenbüttel) (1633–1714) ⚭ 1656 Elisabeth Juliane von Schleswig-Holstein-Sonderburg-Norburg (1634–1704) | Fürst Anton Ulrich (Braunschweig-Wolfenbüttel) (1633–1714) ⚭ 1656 Elisabeth Juliane von Schleswig-Holstein-Sonderburg-Norburg (1634–1704) | Fürst Anton Ulrich (Braunschweig-Wolfenbüttel) (1633–1714) ⚭ 1656 Elisabeth Juliane von Schleswig-Holstein-Sonderburg-Norburg (1634–1704) |
| Ludwig Rudolf von Braunschweig-Wolfenbüttel (1671–1735) | | | | | | | | |